# Макдона (Тексас)
Макдона (енгл. Macdona) насељено је место без административног статуса у америчкој савезној држави Тексас.

## Демографија
По попису из 2010. године број становника је 559.
| Група             | 2000.    | 2010.       |
| Белци             | 0 (0,0%) | 106 (19,0%) |
| Афроамериканци    | 0 (0,0%) | 10 (1,8%)   |
| Азијати           | 0 (0,0%) | 3 (0,5%)    |
| Хиспаноамериканци | 0 (0,0%) | 444 (79,4%) |
| Укупно            | 0        | 559         |